# Andrzej Borusiewicz
Andrzej Kazimierz Borusiewicz (ur. 8 grudnia 1973 w Szczuczynie) – polski naukowiec, specjalizujący się w inżynierii rolniczej, mechanizacji produkcji zwierzęcej oraz komputerowym wspomaganiu procesów zarządzania w rolnictwie. Od ponad 25 lat zajmuje się wdrażaniem nowoczesnych technologii w rolnictwie, w tym rolnictwie precyzyjnym i inteligentnym. Jest profesorem uczelni w Międzynarodowej Akademii Nauk Stosowanych w Łomży oraz pełni funkcję Prorektora ds. Nauki i Rozwoju.

## Życiorys
W 1999 r. ukończył studia na Wydziale Kształtowania Środowiska i Rolnictwa Akademii Rolniczo-Technicznej w Olsztynie, uzyskując tytuł magistra inżyniera, na podstawie pracy magisterskiej „Zastosowanie komputerowej analizy obrazu w ocenie porażenia ziarna zbóż”. W latach 1999–2003 odbył studia doktoranckie. W 2003 r. na Uniwersytecie Warmińsko-Mazurskim w Olsztynie uzyskał stopień doktora na podstawie rozprawy „Komputerowa analiza obrazu w ocenie porażenia ziarna zbóż przez grzyby z rodzaju Fusarium sp.”.  
W 2004 r. rozpoczął pracę zawodową jako adiunkt w  Wyższej Szkole Agrobiznesu Łomży. W latach 2005–2013 pełnił obowiązki dziekana Wydziału Informatyki, a 1 września 2013 r. został prorektorem ds. dydaktyki i dziekanem Wydziału Rolniczo-Ekonomicznego. W latach 2012–2016 był pracownikiem kontraktowym Państwowej Wyższej Szkoły Zawodowej w Suwałkach. 
W 2018 r. na Wydział Inżynierii Produkcji Uniwersytecie Przyrodniczym Lublinie uzyskał stopień doktora habilitowanego w obszarze nauk rolniczych, leśnych i weterynaryjnych, dziedzinie nauk rolniczych, dyscyplinie inżynieria rolnicza, specjalność: mechanizacja produkcji zwierzęcej, komputerowe wspomaganie procesów zarządzania. Uniwersytetu Przyrodniczego w Lublinie.
30 października 2024 roku został powołany na stanowisko zastępcy prezesa Agencji Restrukturyzacji i Modernizacji Rolnictwa (ARiMR), gdzie zajmuje się wdrażaniem innowacyjnych rozwiązań w sektorze rolnym oraz nadzoruje programy wsparcia dla rolnictwa. Nadzoruje Departamenty: Bezpieczeństwa, Pomocy Technicznej oraz Informatyki.

## Dorobek naukowy
Jego badania koncentrują się na wdrażaniu innowacyjnych technologii w rolnictwie, w tym zastosowaniu rolnictwa 4.0, odnawialnych źródeł energii, automatyzacji procesów w produkcji zwierzęcej oraz produkcji biogazu w gospodarstwach rolnych. Jest autorem i współautorem ponad 130 publikacji naukowych, monografii oraz podręczników akademickich. Publikował m.in. w czasopismach: Sustainability, Energies, Agricultural Engineering, Elsevier, IEEE XPLORE, Image Processing & Communications. Od 2024 roku jest członkiem komitetu redakcyjnego prestiżowego czasopisma Agriculture (MDPI).

## Doświadczenie zawodowe w zakresie realizacji projektów
Jest ekspertem w zakresie wdrażania nowoczesnych technologii w rolnictwie, pełnił funkcję doradcy oraz kierownika w projektach krajowych i międzynarodowych. Brał udział w licznych projektach międzynarodowych i krajowych dotyczących wdrażania innowacyjnych rozwiązań w rolnictwie, kształceniu zawodowym i przetwórstwie rolno-spożywczym.
Uczestniczył w projektach finansowanych ze środków Unii Europejskiej. Ekspert ds. innowacji w projektach realizowanych przez Unię Europejską. Mentor start-upu w programie NCBiR AKCES.

## Życie prywatne
Żonaty, ma dwójkę dzieci. 

## Członkostwo w organizacjach naukowych
- Polskie Towarzystwo Agronomiczne
- Polskie Towarzystwo Inżynierii Rolniczej[11]
- Polskie Towarzystwo Informatyczne
- Łomżyńskie Towarzystwo Naukowe im. Wagów
- International Commission of Agricultural and Biosystems Engineering
- Ostrołęckie Towarzystwo Naukowe

## Odznaczenia i wyróżnienia
- Brązowy Medal za Długoletnią Służbę,
- Brązowy Krzyż Zasługi,
- Medal Komisji Edukacji Narodowej,
- Odznaka honorowa „Zasłużony dla Rolnictwa”
- Brązowa „Za zasługi w pracy penitencjarnej”,
- Medale Świętego Izydora Oracza (2017)[12],
- Brązowy Medal „Za Zasługi dla Pożarnictwa”
- Zasłużony dla Sekcji Polskiej IPA,
- Złota honorowa odznaka PFHBiPM (2022)[13]